# Günther Herrmann

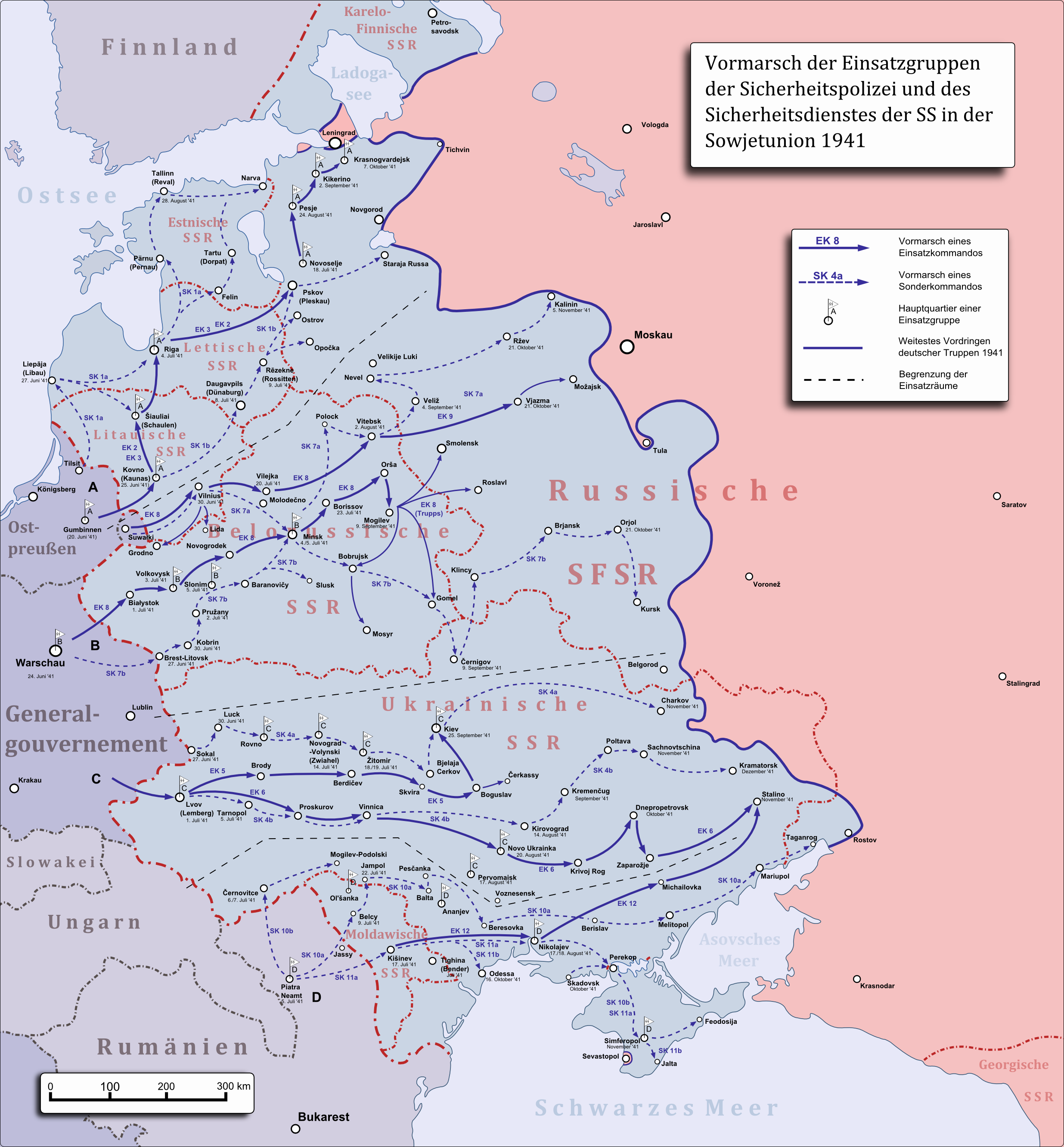
Einsatzgruppens insatser i samband med Operation Barbarossa.

Günther Karl August Ludwig Herrmann (även Günther Hermann), född 15 september 1908 i Minden, död 17 februari 2004 i Köln, var en tysk jurist och SS-Standartenführer. Under andra världskriget var han i det av Tyskland ockuperade Sovjetunionen chef för Sonderkommando 4b inom Einsatzgruppe C och senare för Einsatzkommando 12 inom Einsatzgruppe D.

## Biografi
Herrmann studerade rättsvetenskap och statsvetenskap vid universiteten i Kiel, Göttingen och Münster. Han inträdde 1933 i Nationalsocialistiska tyska arbetarepartiet och två år senare i Schutzstaffel (SS). Den 9 november 1935 befordrades han till Untersturmführer, den lägsta officersgraden i SS. I februari 1935 utsågs han till ställföreträdande Gestapo-chef i Kiel. Mellan 1936 och 1939 var han chef för Gestapo i Kassel. Den 15 mars 1939 inrättades Riksprotektoratet Böhmen-Mähren och Herrmann utsågs samma år till chef för Gestapo i den sydmähriska staden Brünn.

### Operation Barbarossa
I gryningen den 22 juni 1941 anföll Tyskland sin tidigare bundsförvant Sovjetunionen och inledde den omfattande Operation Barbarossa. Enligt Tysklands Führer Adolf Hitler innebar kriget mot Sovjetunionen ett ideologiskt förintelsekrig och den ”judisk-bolsjevikiska intelligentian” måste elimineras. Efter de framryckande tyska arméerna följde Einsatzgruppen, mobila insatsgrupper. Chefen för Reichssicherheitshauptamt, Reinhard Heydrich, gav insatsgrupperna i uppdrag att mörda judar, romer, partisaner, politiska kommissarier (så kallade politruker) och andra personer som ansågs hota Tredje rikets säkerhet. Beträffande insatsgruppernas massmord på judar mördades initialt endast män, men i augusti 1941 gav Reichsführer-SS Heinrich Himmler order om att massmordet även skulle inbegripa kvinnor och barn. Mellan juni och december 1941 mördades mellan 500 000 och 800 000 judiska män, kvinnor och barn.
Herrmann utnämndes i juni 1941 till befälhavare för Sonderkommando 4b inom Einsatzgruppe C, som opererade i norra och mellersta Ukraina. Herrmanns kommando anlände den 30 juni 1941 till Lemberg, där det fick förstärkning av ukrainska milisgrupper. I Tarnopol uppmanade Herrmann Stepan Bandera och dennes ukrainska nationalister till pogromer mot traktens judiska befolkning. När Herrmanns kommando lämnade Tarnopol den 11 juli, hade 127 personer avrättats och 600 mördats i pogromer. Sonderkommando 4b fortsatte vidare till Proskurov, Vinnytsja, Kirovohrad och nådde i september Krementjuk och Poltava. Enligt en rapport från den 25 september 1941 mördade Herrmanns enhet mellan den 6 och 12 september 13 sovjetiska politiker och 290 judar. Den 1 oktober efterträddes Herrmann som befälhavare av Fritz Braune.
Ett år senare, i oktober 1942, utnämndes Herrmann till befälhavare för Einsatzkommando 12 inom Einsatzgruppe D. Detta kommando opererade år 1943 i bland annat Prypjat-området. Från 1943 till 1944 ledde Herrmann Einsatzgruppe E i Kroatien, vars fem kommandon var stationerade i Vinkovci, Sarajevo, Banja Luka, Knin och Zagreb.

### Efter andra världskriget
Herrmann greps 1962, men frisläpptes mot borgen. I januari 1973 dömde Landgericht Düsseldorf Herrmann till sju års fängelse för massmord begångna under hans tid som chef för Sonderkommando 4b.

## Befordringshistorik
- SS-Untersturmführer: 9 november 1935
- SS-Obersturmführer: 1 augusti 1938
- SS-Hauptsturmführer: 26 september 1938
- SS-Sturmbannführer:
- SS-Obersturmbannführer: 1 september 1942
- SS-Standartenführer: 30 januari 1945